# Dekanat Bruntál
Dekanat Bruntál – jeden z 11 dekanatów tworzących diecezję ostrawsko-opawską Kościoła łacińskiego w Czechach. Obowiązki dziekana pełni (2011) František Zehnal, proboszcz parafii w Rýmařovie.
Dekanat pierwotnie podlegał diecezji ołomunieckiej i wydaje się, że istniał już w 1623, lecz dokładna data jego powstania nie jest znana. W latach 1690–1715 siedzibą dekanatu była Andělská Hora.
Obejmuje 35 parafii:
- Andělská Hora: Parafia Narodzenia Panny Marii
- Bílčice: Parafia św. Małgorzaty
- Bruntál: Parafia Wniebowzięcia Panny Marii
- Břidličná: Parafia Objawienia Pańskiego
- Dětřichov nad Bystřicí: Parafia św. Jerzego
- Dolní Moravice: Parafia św. Anny
- Dvorce: Parafia św. Idziego
- Heřmanovice: Parafia św. Andrzeja
- Horní Benešov: Parafia św. Katarzyny
- Horní Město: Parafia św. Marii Magdaleny
- Huzová: Parafia św. Idziego
- Jelení: Parafia Wniebowzięcia Panny Marii
- Karlovice: Parafia św. Jana Nepomuka
- Křišťanovice: Parafia Nawiedzenia Panny Marii
- Leskovec nad Moravicí: Parafia św. Wawrzyńca
- Lomnice u Rýmařova: Parafia św. Jerzego
- Malá Morávka: Parafia Najświętszej Trójcy
- Mezina: Parafia Najświętszej Trójcy
- Moravský Beroun: Parafia Wniebowzięcia Panny Marii
- Moravský Kočov: Parafia św. Michała
- Nové Valteřice: Parafia Wniebowzięcia Panny Marii
- Ondřejovice: Parafia św. Marcina
- Razová: Parafia św. Michała
- Rešov: Parafia św. Prokopa
- Roudno: Parafia św. Michała
- Ruda u Rýmařova: Parafia Panny Marii Śnieżnej
- Rudná pod Pradědem: Parafia św. Jana Chrzciciela
- Rýmařov: Parafia św. Michała
- Rýžoviště: Parafia św. Jana Chrzciciela
- Stará Ves u Rýmařova: Parafia Podwyższenia Krzyża Świętego
- Svobodné Heřmanice: Parafia Najświętszej Trójcy
- Václavov u Bruntálu: Parafia Niepokalanego Poczęcia Panny Marii
- Velká Štáhle: Parafia Niepokalanego Poczęcia Panny Marii
- Vrbno pod Pradědem: Parafia św. Michała
- Vrbno pod Pradědem-Mnichov: Parafia Najświętszej Panny Marii